# Ibis białowąsy

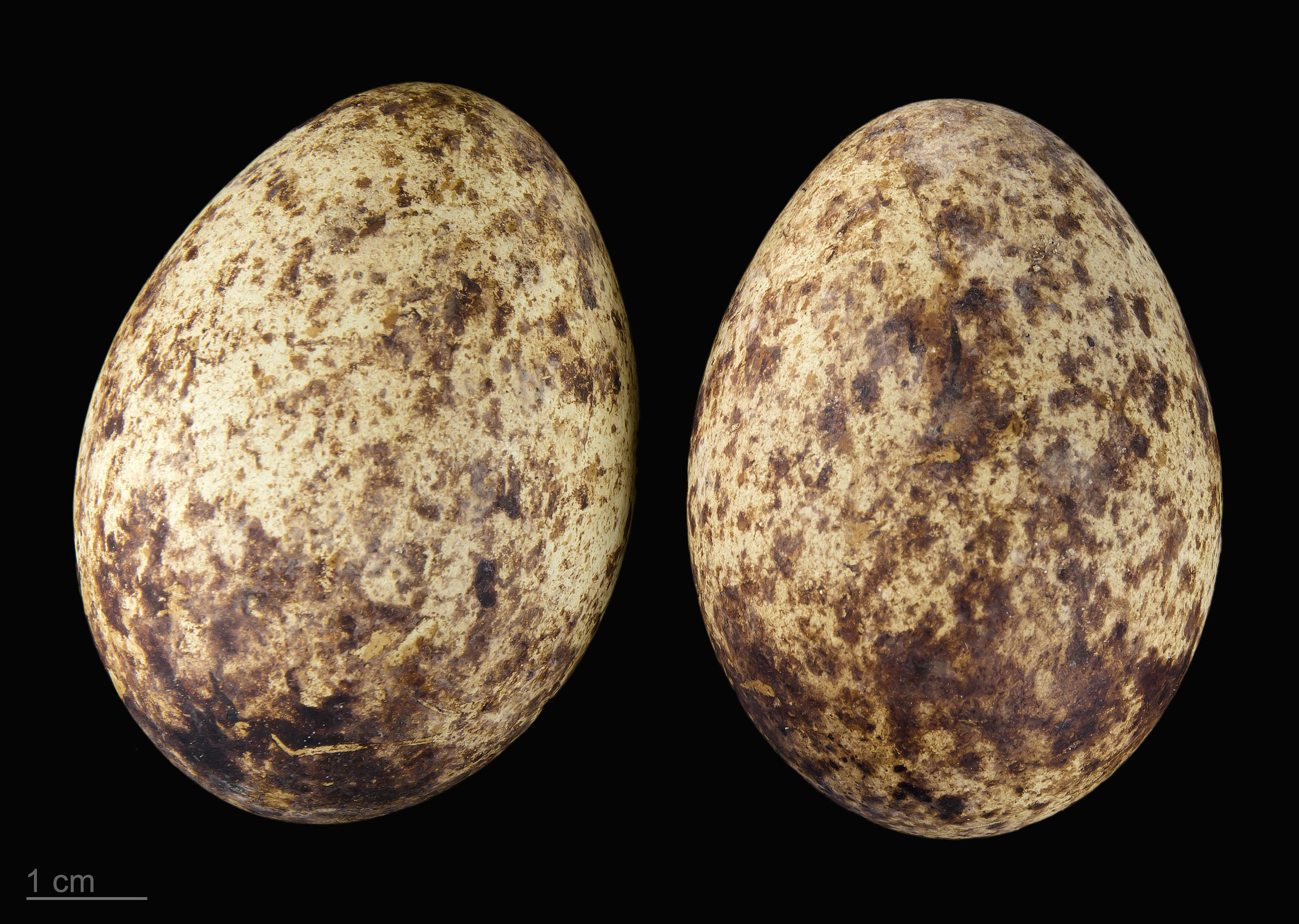
Jaja z kolekcji muzealnej

Ibis białowąsy (Bostrychia hagedash) – gatunek dużego ptaka z rodziny ibisów (Threskiornithidae). Szarozielony z metalicznym, czerwonozielonym nalotem na skrzydłach i białym paskiem na policzku. W locie skrzydła przypominają skrzydła warugi. Żyje samotnie, w parach albo w małych stadkach, żeruje na terenach otwartych.
RozmiaryDługość ciała 65–76 cm, masa ciała około 1,3 kg.
Zasięg, środowiskoAfryka Subsaharyjska. Pospolity na obszarach wilgotnych lub blisko wody.
Podgatunki
Wyróżnia się trzy podgatunki B. hagedash:
- B. h. nilotica (Neumann, 1909) – Sudan i Etiopia do północno-wschodniej Demokratycznej Republiki Konga, Ugandy i północno-zachodniej Tanzanii
- B. h. brevirostris (Reichenow, 1907) – od Senegalu do Kenii i na południe do Zambii i północnego Mozambiku
- B. h. hagedash (Latham, 1790) – Afryka Południowa

StatusIUCN uznaje ibisa białowąsego za gatunek najmniejszej troski (LC, Least Concern) nieprzerwanie od 1988 roku. BirdLife International uznaje trend liczebności populacji za wzrostowy, gdyż postępująca degradacja środowiska powoduje powstanie nowych, dogodnych dla tego gatunku siedlisk.